# Ribjek, Mokronog-Trebelno
Ribjek este o localitate din comuna Mokronog - Trebelno, Slovenia, cu o populație de 26 de locuitori.